# Primo Levi
Primo Levi (AFIː /ˈpriːmo ˈlɛːvi/; Torí, Itàlia, 31 de juliol del 1919 - 11 d'abril del 1987) va ser un escriptor italià d'origen jueu, autor de memòries, relats, poemes i novel·les. Va ser un resistent antifeixista, supervivent de l'Holocaust. És conegut sobretot per les obres que va dedicar a donar testimoniatge sobre l'Holocaust, particularment el relat de l'any que va estar presoner en el camp d'extermini d'Auschwitz. La seva obra Si això és un home és considerada com una de les més importants del segle xx.

## Biografia
Levi va néixer a Torí el 1919 en el si d'una família lliberal jueva. Es va llicenciar en química per la Universitat de Torí el 1941.
El 1943, ell i uns camarades van sortir al camp i van intentar unir-se a la resistència antifeixista italiana. Completament inexpert per a tal aventura, va ser arrestat per la milícia feixista, que el va lliurar a l'exèrcit d'ocupació alemany en identificar-se com a jueu –com a partisà, l'haurien afusellat immediatament–.
Va ser deportat a Auschwitz el 1944, un dels camps d'extermini situat en la Polònia ocupada pels nazis, on va passar deu mesos abans que el camp fos alliberat per l'Exèrcit Roig. Dels 650 jueus italians de la seva "remesa", Levi va ser un dels 20 supervivents que va deixar viu el camp.
En tornar a Itàlia, Levi va exercir com a químic industrial en la factoria química SIVA a Torí. Aviat va començar a escriure sobre les seves experiències en el camp, que es van convertir en les seves dues memòries clàssiques: Si això és un home (Se Questo è un Uomo) i La treva (La tregua). També va escriure altres dues memòries molt benvolgudes, Moments d'indult i El sistema periòdic.
Moments d'indult brega amb personatges que va observar durant la seva presó. El sistema periòdic és una col·lecció de peces curtes, majorment episodis de la seva vida, però també dos relats curts, tots relacionats d'alguna manera amb algun dels elements químics.
L'ambiciosa novel·la Si ara no, quan?, que conta la història d'una banda de partisans jueus durant la Segona Guerra Mundial errants per Rússia i Polònia, va guanyar els destacats premis Viareggio i Campiello, quan va ser publicada a Itàlia, i van fer Levi internacionalment conegut.
Els seus relats curts més coneguts es troben en La Torcedura del Mico (1978), una col·lecció de relats curts sobre treball i treballadors contats per un narrador que recorda al mateix Levi. Levi es va retirar de la seva posició com a gestor de SIVA el 1977 per a dedicar-se a escriure a temps complet.
El més important dels seus últims treballs va ser el seu llibre final, Els enfonsats i els salvats, una anàlisi de l'Holocaust en el qual Levi va explicar que encara que no odiava el poble alemany pel qual havia passat, no els havia perdonat. Levi va morir, aparentment per suïcidi, l'11 d'abril del 1987, encara que alguns amics i biògrafs han qüestionat el veredicte. La qüestió continua fascinant els crítics literaris a causa de la barreja característica de foscor i optimisme en l'escriptura de Levi, que no va deixar cap nota de suïcidi.

### Memòries i assajos
- Si això és un home (trad. Francesc Miravitlles)
- La treva
- Moments d'indult
- El sistema periòdic
- Els enfonsats i els salvats

### Novel·la
- Si ara no, quan?

### Poesia
- A una hora incerta

### Altres treballs
- El sisè dia i altres contes
- Negocis d'altres gents
- La recerca de les arrels: una antologia personal
- La veu de la memòria: entrevistes, 1961-1987
- Converses amb Primo Levi
- Lilit i altres relats